# Mejicanotrichia tamaza
Mejicanotrichia tamaza is een schietmot uit de familie Hydroptilidae. De soort komt voor in het Neotropisch gebied.
De wetenschappelijke naam voor de soort werd voor het eerst gepubliceerd in 1970 door Oliver S. Flint Jr.